# کیتی سوان (بازیگر دانمارکی)
کیتی سوان (دانمارکی: Kitty Swan؛ زادهٔ ۲۵ مهٔ ۱۹۴۳) بازیگر اهل دانمارک است.
از فیلم‌ها یا برنامه‌های تلویزیونی که وی در آن نقش داشته‌است، می‌توان به باربارلا، شیاطین بال‌دار و ببخشید، موافقید یا مخالف؟ اشاره کرد.